# Rugby Challenge 2
Rugby Challenge 2 est un jeu vidéo de rugby à XV sorti le 7 juin 2013. Il s'agit de la suite de Rugby Challenge. Le jeu s'intitule All Blacks Rugby Challenge 2: The Lions Tour Edition en Nouvelle-Zélande, Wallabies Rugby Challenge 2: The Lions Tour Edition en Australie, Jonah Lomu Rugby Challenge 2 en France et Rugby Challenge 2: The Lions Tour Edition dans le reste du monde.
Les commentaires sont assurés par Eric Bayle et Thomas Lombard pour la version française.

## Disponibilité
Initialement disponible sur support physique et en ligne, la version PC du jeu a été retirée de Steam fin juin 2014 à la suite de l'expiration de certains accords de licences. Le jeu n'est aujourd'hui disponible à l'achat que dans sa version DVD.

## Championnats
Pour la majorité des clubs et des championnats présents dans le jeu, Sidhe possède une licence permettant d'utiliser les noms de joueurs ainsi que les maillots des équipes.
Le jeu comporte les championnats suivants, avec leurs équipes et leurs joueurs de la saison 2012-2013 :

### Top 14
| - SU Agen - Aviron bayonnais - Biarritz olympique - Union Bordeaux Bègles | - Castres olympique - ASM Clermont Auvergne - FC Grenoble - Stade montois | - Montpellier HR - Stade français Paris - Racing Métro 92 - USA Perpignan | - RC Toulon - Stade toulousain |

### Pro D2
| - Pays d'Aix RC - SC Albi - FC Auch - Stade aurillacois | - AS Béziers - CA Brive - US Carcassonne - Colomiers rugby | - US Dax - Stade rochelais - Lyon OU - RC Massy | - RC Narbonne - US Oyonnax - Section paloise - Tarbes Pyrénées Rugby |

### Aviva Premiership
| - Bath Rugby - Exeter Chiefs - Gloucester Rugby - Harlequins | - Leicester Tigers - London Irish - London Wasps - London Welsh | - Northampton Saints - Sale Sharks - Saracens - Worcester Warriors |

### Pro12
| - Cardiff Blues - Connacht - Edimbourg - Glasgow Warriors | - Leinster - Munster - Newport Gwent Dragons - Ospreys | - Scarlets - Benetton Rugby Treviso - Ulster - Zebre |

Outre ces grands championnats, la Coupe d'Europe est disponible, composée des équipes qualifiées de la saison 2012-2013. Pour des raisons de droits non-acquis, cette coupe est renommée Euro Club Championship dans le jeu.

### ITM Cup
| - Auckland - Canterbury - Bay of Plenty - Hawke's Bay | - Counties Manukau - Manawatu - North Harbour - Northland | - Otago - Southland - Taranaki - Tasman | - Waikato - Wellington |

### Super Rugby
| - Bloemfontein (représente les Cheetahs en l'absence de licence) - Blues - Brumbies - Cape Town (représente les Stormers en l'absence de licence) | - Chiefs - Crusaders - Durban (représente les Sharks en l'absence de licence) - Hurricanes | - Highlanders - Melbourne Rebels - Port Elizabeth (représente les Southern Kings en l'absence de licence) - Pretoria (représente les Bulls en l'absence de licence) | - Queensland Reds - Waratahs - Western Force |

### Autres équipes
- Lions britanniques et irlandais
- Barbarians
- Équipe combinée de Nouvelle-Galles du Sud et du Queensland
- Newcastle Falcons

## Équipes nationales
Les plus grandes équipes nationales sont également jouables. Pour des raisons de droits non-acquis, seules les équipes d'Australie, de Nouvelle-Zélande, de Géorgie et des États-Unis sont composées des joueurs réellement existant. Pour les autres, elles sont composées de joueurs dont nom, les attributs et l'apparence ont été choisis aléatoirement. De même, seules les quatre équipes possédant la licence peuvent jouer avec leur maillot. Les autres équipes possèdent un maillot en relation avec le drapeau du pays qu'elles représentent (ex : le maillot italien est vert, blanc et rouge). En revanche les noms et l'apparence des joueurs peuvent être modifiés manuellement et le jeu met à la disposition des maillots vierges dont certains ont des couleurs se rapprochant des couleurs des vrais maillots.
| - Australie | - États-Unis | - Géorgie | - Nouvelle-Zélande |

| - Afrique du Sud - Allemagne - Angleterre - Argentine - Brésil | - Canada - Chili - Espagne - Écosse - Fidji | - France - Pays de Galles - Irlande - Italie - Japon | - Kenya - Namibie - Portugal - Roumanie - Russie | - Samoa - Tonga - Uruguay - Zimbabwe |

Ces équipes s'opposent dans les compétitions internationales suivantes (Pour des raisons de droits non-acquis, certaines compétitions sont renommées): 
- Coupe du monde de rugby (renommée Championnat du monde de rugby)
- Tournoi des Six Nations (renommé Euro nations)
- The Rugby Championship (renommé Quad nations)
- Bledisloe Cup
- Tournée des Lions
- Championnat européen des nations (renommé Coupe européenne à élimination directe)
- Pacific Nations Cup (renommé Championnat du pourtour du Pacifique)
- Coupe d'Afrique de rugby à XV (renommé Coupe d'Afrique des Nations)
- Championnat d'Amérique du Sud de rugby à XV (renommé Bouclier d'Amérique du Sud)